# Hyposmocoma molluscivora
Hyposmocoma molluscivora — вид бабочек эндемичного для Гавайских островов рода Hyposmocoma. 

## Распространение
Эндемик Гавайских островов (остров Мауи и Молокаи).

## Личиночная стадия
Размер гусеницы — 8 мм. Гусеница является хищной и охотится на улиток, ловя их в свои специально сплетённые шёлковые сети подобно паукам, ловящим свою добычу в сплетённую паутину. После поимки улитки гусеница залезает в раковину и поедает улитку живьём. 
Как правило, гусеницы охотится на улиток рода Tornatellides. Таким образом, это плотоядная улиткоядная гусеница. Опустошённые раковинки улиток часто прикрепляются к шёлковому кокону, в котором живёт гусеница, подобно гусеницам мешочниц. Раковины служат камуфляжем для защиты от хищников. 
Всего известно около 200 видов бабочек, гусеницы которых являются хищными. Лишь 4 вида из них поедают улиток